# Простір елементарних подій
Простір елементарних подій, повна група подій — множина всіх можливих наслідків стохастичного експерименту. Тобто, множина елементарних подій. Зазвичай позначається літерою Ω, також S або U.
В аксіоматичному підході Колмогорова простір елементарних подій є базою ймовірнісного простору. Від природи простору елементарних подій залежить якими будуть випадкові величини на цьому просторі (неперервними чи дискретними).
Простір елементарних подій називається дискретним, якщо множина Ω скінченна або зліченна.
Довільна підмножина простору елементарних подій є подією, всі вони утворюють алгебру подій.

## Приклад

### Приклад 1
Припустимо, що монету підкидають один раз. Простір елементарних подій, цього експерименту має вигляд Ω = {Г, Р}, де Г означає появу герба, буква Р — появу числа. Монету підкидають двічі. Простором елементарних подій цього експерименту є множина Ω = {ГГ, ГР, РГ, РР}. Тут ГР означає, наприклад, що при першому підкиданні з'явився герб, а при другому — число. 

### Приклад 2
Підкидають шестигранний гральний кубик на якому вибиті очки від 1 до 6. Нас цікавить число очок, яке випало. Вважається, що може випасти одне число за раз та кубик на ребро не стає. Простором елементарних подій для цього експерименту може бути Ω = {1,2,3,4,5,6}.